# Francisco Ibáñez Campos
Francisco Javier Ibáñez Campos (Santiago, Chile, 13 de enero de 1986) es un futbolista chileno. Se desempeña como delantero en Deportes Valdivia de la Primera B.

## Carrera
Comenzó su carrera en el Colegio Don Orione de Santiago (Los Cerrillos), defendiendo los colores de su selección en el Campeonato Escolar Universidad Católica. Después fue a las divisiones inferiores de la Universidad de Chile, donde estuvo desde los 16 hasta los 18 años.
Después pasó a Palestino, club con el que debutó en 2006.
Estuvo a préstamo en Deportes Temuco en Primera B por toda la temporada 2007, en la que el equipo descendió a Tercera División.
La temporada 2008 la juega en Palestino, donde logró el subcampeonato del Torneo de Clausura. En la final de ida anotó el empate 1-1 luego de un contraataque espectacular de los árabes, en donde superó en velocidad a Miguel Riffo, Rodrigo Meléndez y Sanhueza definiendo al primer palo del arquero Cristián Muñoz.

## Clubes
- Estadísticas actualizadas al 2 de agosto de 2022.[1]

| Club                    | País   | Año       | Partidos | Goles |
| ----------------------- | ------ | --------- | -------- | ----- |
| Palestino               | Chile  | 2006      | 7        | 0     |
| Deportes Temuco         | Chile  | 2007      | ?        | 9     |
| Palestino               | Chile  | 2008-2009 | 66       | 18    |
| O'Higgins               | Chile  | 2010      | 8        | 2     |
| Cobreloa                | Chile  | 2011      | 9        | 0     |
| Estudiantes de Altamira | México | 2011-2012 | 2        | 2     |
| Barnechea               | Chile  | 2012      | 19       | 10    |
| San Marcos de Arica     | Chile  | 2013      | 16       | 4     |
| Unión La Calera         | Chile  | 2013      | 7        | 0     |
| Deportes Concepción     | Chile  | 2014      | 16       | 8     |
| Barnechea               | Chile  | 2014-2015 | 23       | 12    |
| Deportes Concepción     | Chile  | 2015-2016 | 28       | 6     |
| San Marcos de Arica     | Chile  | 2016-2017 | 24       | 3     |
| Deportes Copiapó        | Chile  | 2017-2018 | 34       | 11    |
| Deportes Valdivia       | Chile  | 2019      | 26       | 3     |